# Aleucanitis calamiodes
Aleucanitis calamiodes là một loài bướm đêm trong họ Noctuidae.